# Polígono Alameda
Polígono Alameda (133) es uno de los barrios en los que se divide administrativamente la ciudad de Málaga, España que pertenece al distrito Cruz de Humilladero. Geográficamente se encuentra situado en un terreno llano, dentro de la vega baja del Guadalhorce, en la parte más oriental del distrito. El barrio se encuentra articulado por la avenida de Andalucía. Es conocido como de una de las mejores zonas de Málaga, con amplias avenidas, altos edificios de uso comercial y empresarial, espacios peatonales y multitud de parques y jardines. Según la delimitación oficial del ayuntamiento, limita con el barrio de El Perchel al este, con los barrios de Mármoles, Haza Cuevas y Arroyo del Cuarto al norte; con Carranque y Cruz del Humilladero al oeste; y con La Aurora y Los Tilos al sur. 
El barrio surge en los años 1970, cuando se lleva a cabo la prolongación de la Alameda Principal por el oeste, cruzando el río Guadalmedina. La costosa obra fue asumida por el Ministerio de Vivienda de la época. Junto a la principal avenida de Andalucía, se plantearon dos ejes paralelos, la avenida de la Aurora y calle Hilera. La construcción del Polígono Alameda fue en su día el plan urbanístico más importante y ambicioso de Málaga. A finales de los 70, se construyen los principales edificios comerciales y administrativos existentes alrededor del núcleo de la avenida de Andalucía.
Polígono Alameda tiene una superficie de casi 0,5 km² y según datos del ayuntamiento de Málaga, cuenta con una población aproximada a los 6319 habitantes. El Polígono Alameda está comunicado al resto de la ciudad mediante la red de autobuses urbanos de la EMT Málaga y mediante el metro de Málaga con la estación de «Guadalmedina», la cual cuenta con una boca de acceso en los límites administrativos del barrio. 

## Etimología
El nombre de Polígono Alameda viene dado del nombre que se le dio al proyecto de construcción del barrio: «Proyecto Polígono Prolongación Alameda», llamado así por estar vertebrado por la "prolongación de la Alameda Principal", actual avenida de Andalucía. 

## Historia
En los terrenos que son ocupados actualmente por el barrio, había antiguamente una cañada real que comunicaba la ciudad de Málaga con Cártama, el valle del Guadalhorce y el resto de Andalucía. Dicha cañada era conocida como Carretera de Cártama.  
La idea de construcción de un ensanche en la zona aparece por primera vez en 1860, por parte de José Moreno Monroy, que lo incluyó en su Plan de Ensanche y Remodelación. El proyecto aparecería en todos los planes urbanísticos venideros, incluidos el de Daniel Rubio y el de González Edo, pero ninguno lo llevaría a cabo. En 1952, se desbloquea el proyecto y comienzan las primeras expropiaciones de viviendas a los vecinos de El Perchel que serían derribadas en los años 1960. La construcción comenzó en los años 1970. Los urbanistas, buscaban ideal una zona amplia y moderna, articulando ejes viarios y zonas peatonales en los que se instalarían torres de oficinas y grandes almacenes, asemejándose a lo que había sido el AZCA en Madrid. Se distanciaron también del reciente proyecto llevado a cabo en La Malagueta, que había propiciado un notable hacinamiento.
Tras la construcción de la avenida de Andalucía, llegarían los primeros edificios en el centro financiero de Málaga, como la sede de Hacienda, la Caja de Ahorros, el Unicaja, los centros de negocios Regus, Larios, Picasso Business Center, Impact Hub o el Edificio Negro. Los antiguos jardines de la Fábrica de La Aurora se conservaron y se transformaron en los actuales Jardines de Picasso. El Polígono Alameda acabó convirtiéndose en símbolo de la arquitectura modernista de los años 1970, y durante algunos años fue el "corazón" comercial de Málaga, desplazando al entonces deteriorado centro histórico. Las obras del Metro de Málaga, supuso grandes cambios en el barrio, manteniendo cortada al tráfico la avenida de Andalucía durante varios años. 

## Ubicación geográfica
El Polígono Alameda se encuentra situado geográficamente en la vega baja del Guadalhorce en un terreno completamente llano. Está en la parte más oriental del distrito de Cruz de Humilladero, limitando con el barrio de El Perchel, en el distrito Centro. De hecho, la antigua división administrativa de la ciudad, situaba al Polígono Alameda entre ambos distritos y no únicamente en el de Cruz de Humilladero, además los límites eran mucho más amplios, extendiéndose hasta el margen izquierdo del río Guadalmedina. Delimita con los barrios de El Perchel, Mármoles, Haza Cuevas, Arroyo del Cuarto, Carranque, Cruz del Humilladero, La Aurora y Los Tilos.

| Noroeste: Carranque y Arroyo del Cuarto    | Norte: Mármoles, Haza Cuevas y Arroyo del Cuarto | Nordeste: Mármoles  |
| Oeste: Carranque                           |                                                  | Este: El Perchel    |
| Suroeste: Carranque y Cruz del Humilladero | Sur: La Aurora y Los Tilos                       | Sureste: El Perchel |

### Límites
El Polígono Alameda está delimitado por calle Hilera al norte, por calle Virgen de la Estrella al oeste, al este por calle Armengual de la Mota y la plaza de Albert Camus y al sur grosso modo por la avenida de la Aurora. 

## Demografía
El barrio contaba en 2020 con una población total de 6319 habitantes.

## Urbanismo
El Polígono Alameda se extiende alrededor de la Avenida de Andalucía, eje viario que representa la prolongación de la Alameda Principal, de donde proviene el nombre del barrio y de la Glorieta del Poeta Manuel Alcántara (con la Fuente de las Tres Gitanillas) como eje distribuidor del tráfico. Presenta una alta centralidad debido a la presencia de importantes oficinas y comercios y su situación geográfica, pero mantiene cierta imagen de carretera de extrarradio o circunvalación. El barrio está dominado por torres relativamente altas de estilos arquitectónicos muy diversos, entre estos destacan el Edificio Gaudí, el Edificio Loreto y el Edificio Torre Almenara. Dichos edificios, formalmente podrían haber aceptado una mayor altura, lo que hubiera dotado a Málaga de un skyline más interesante tras la pérdida del barrio histórico de El Perchel.  

La edificación de este sector a mediados del siglo pasado supuso la demolición de la trama urbana histórica del tradicional barrio de El Perchel, que quedó dividido en dos.

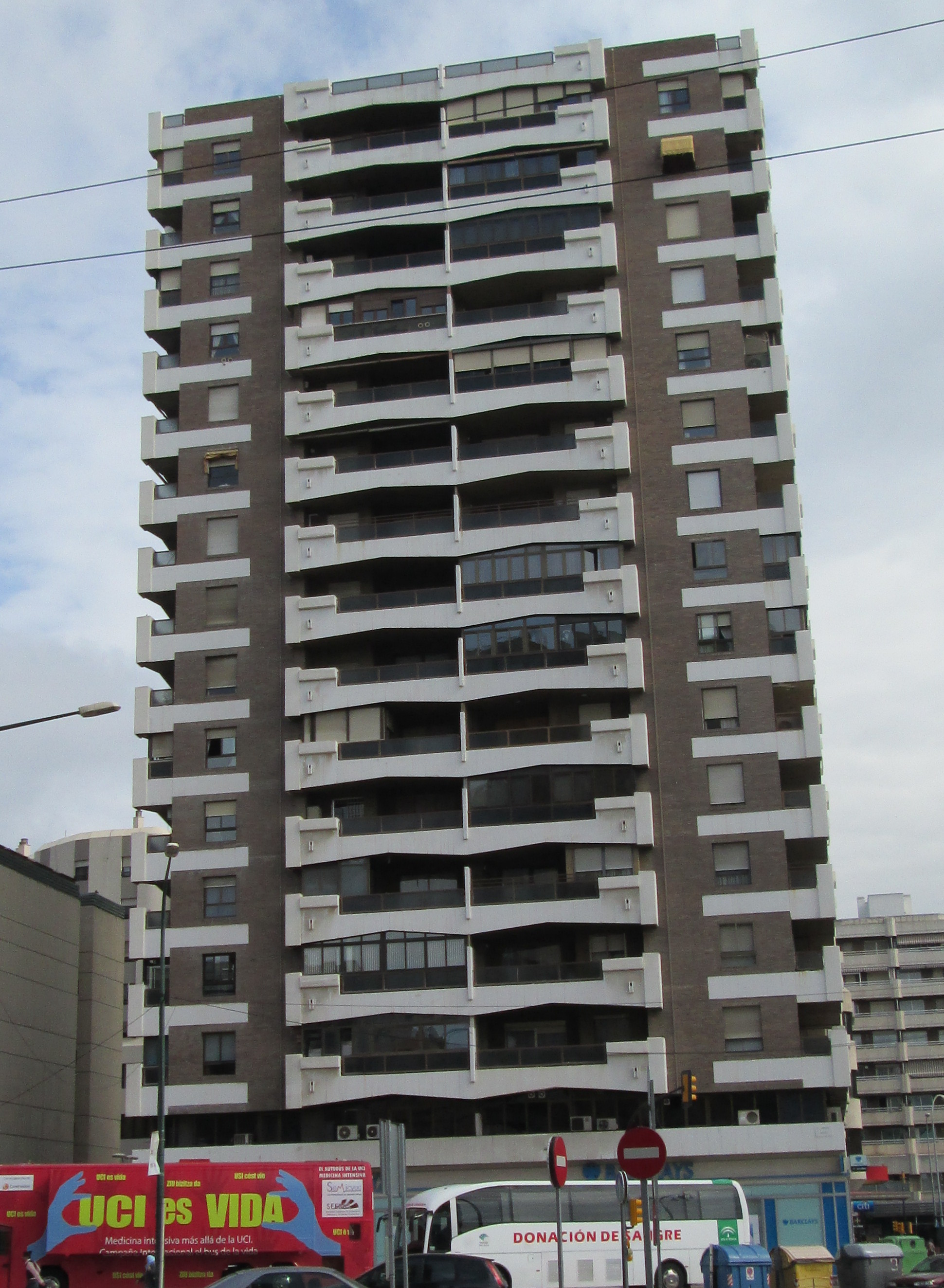
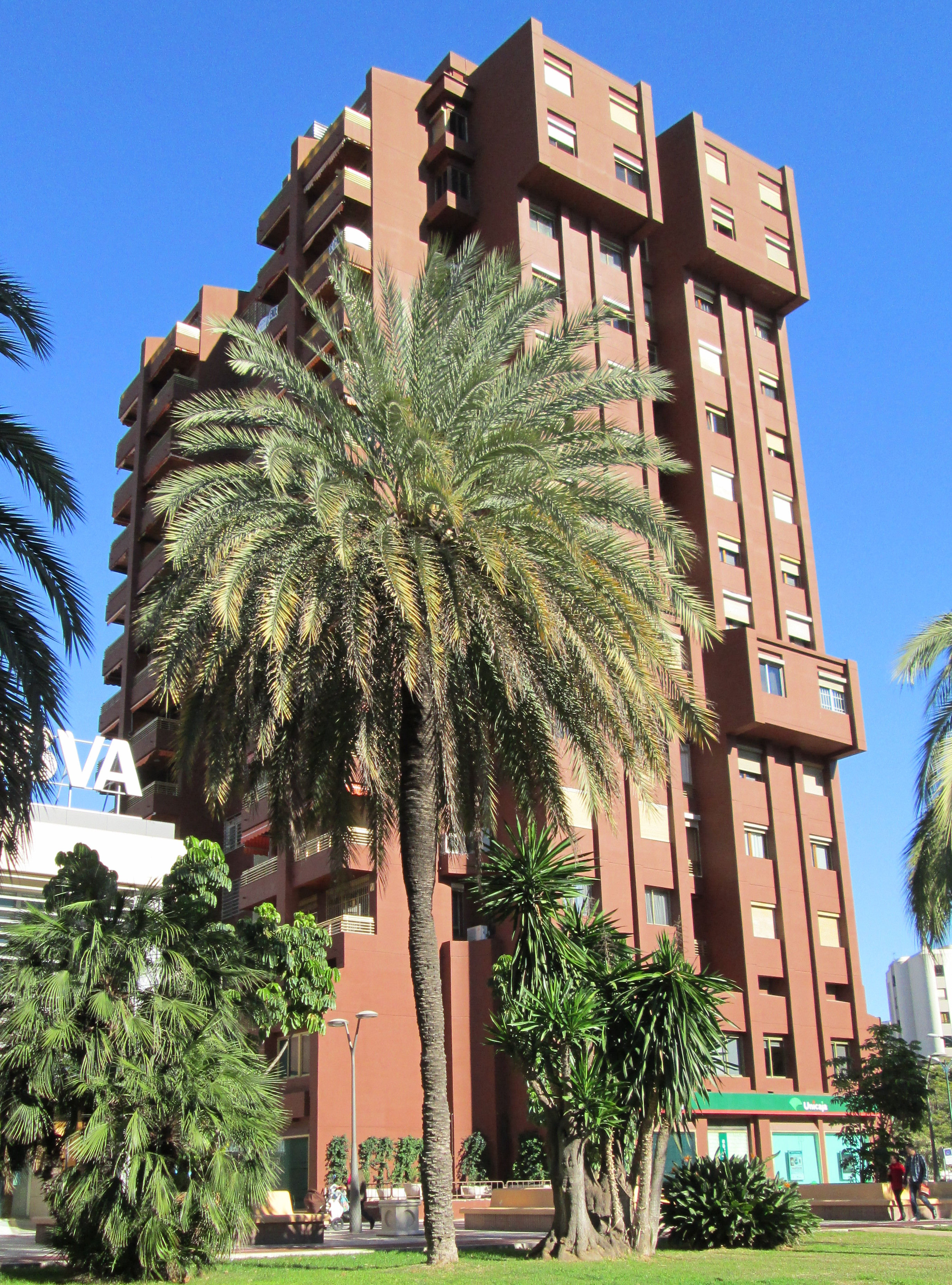
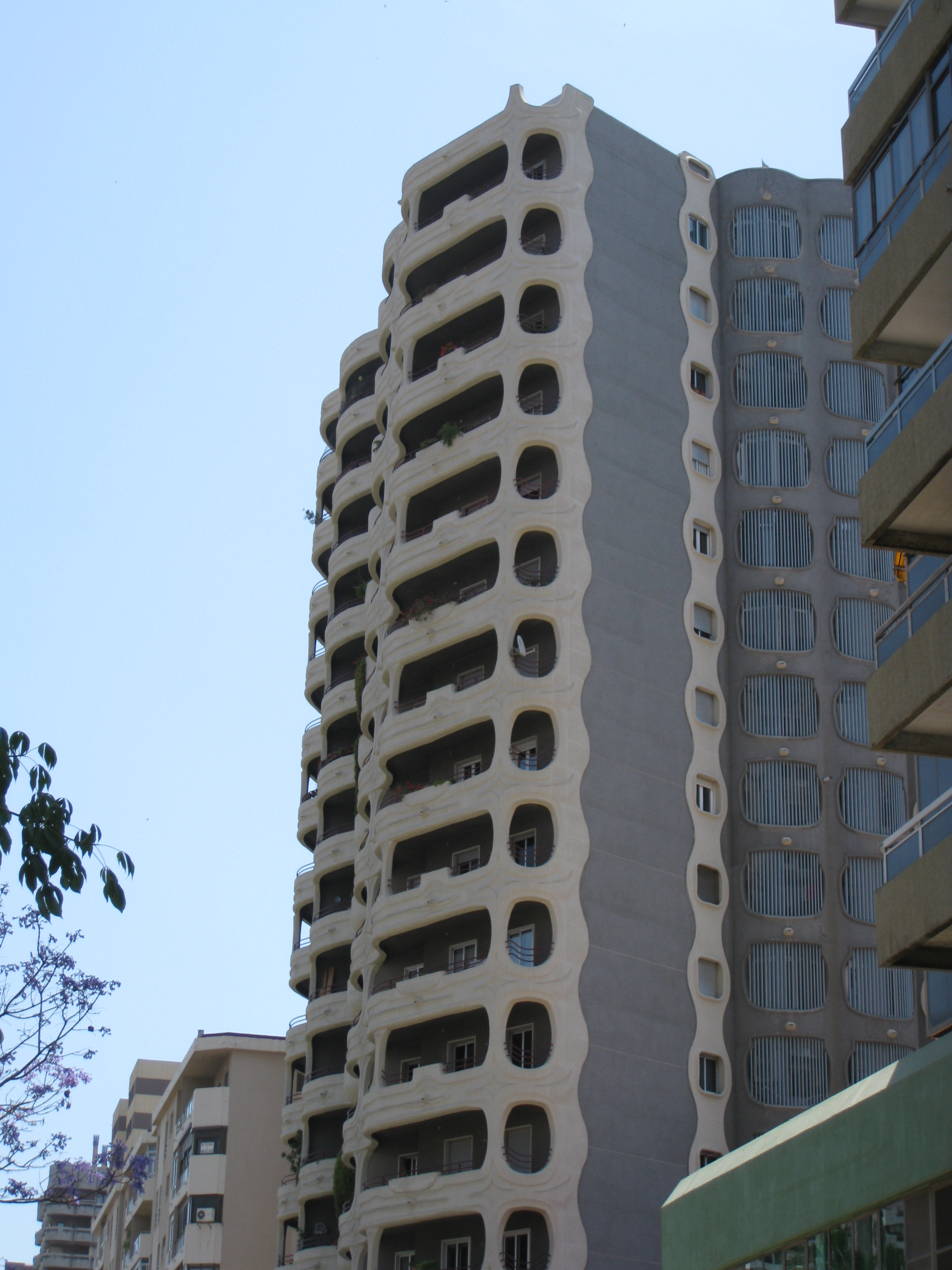
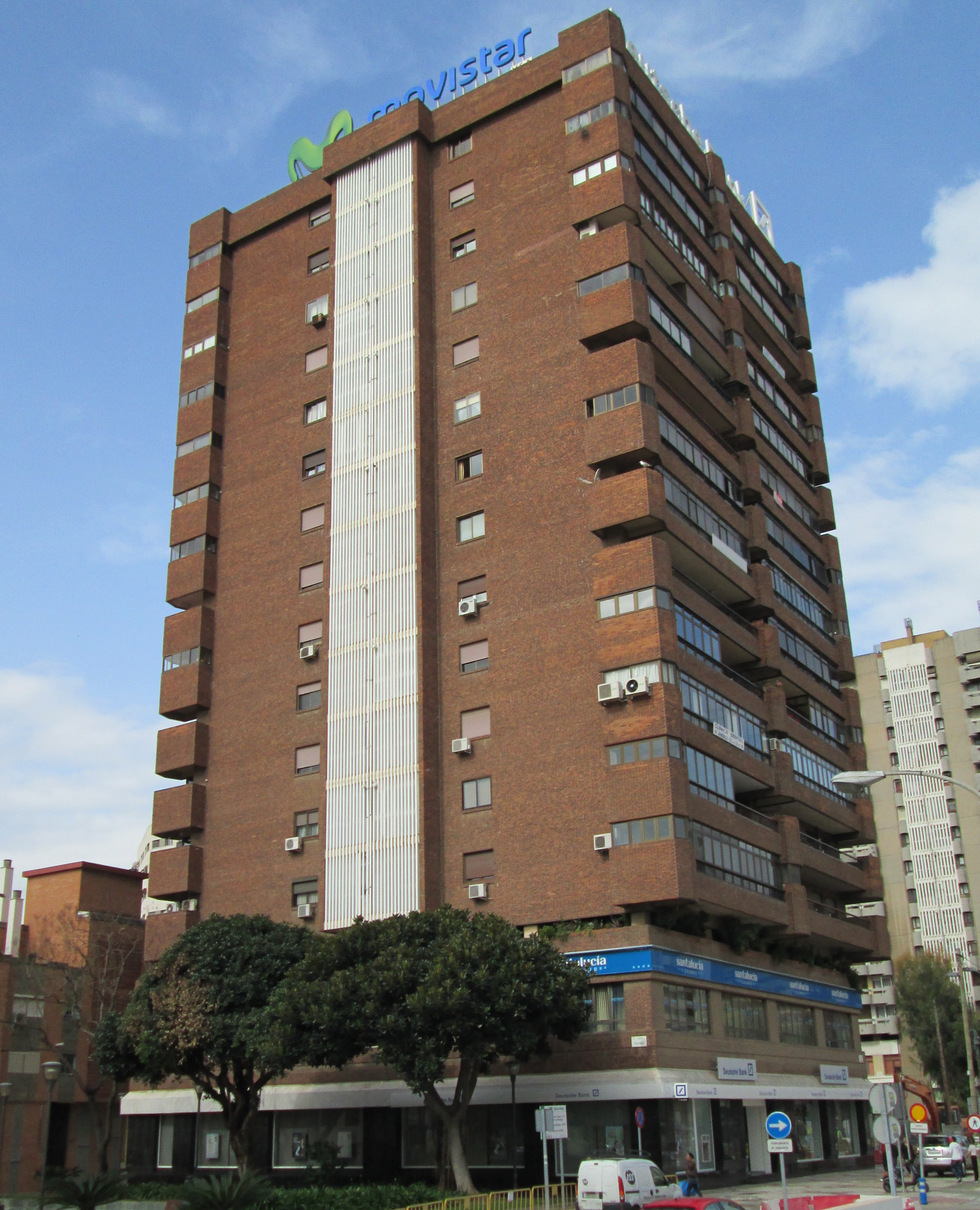
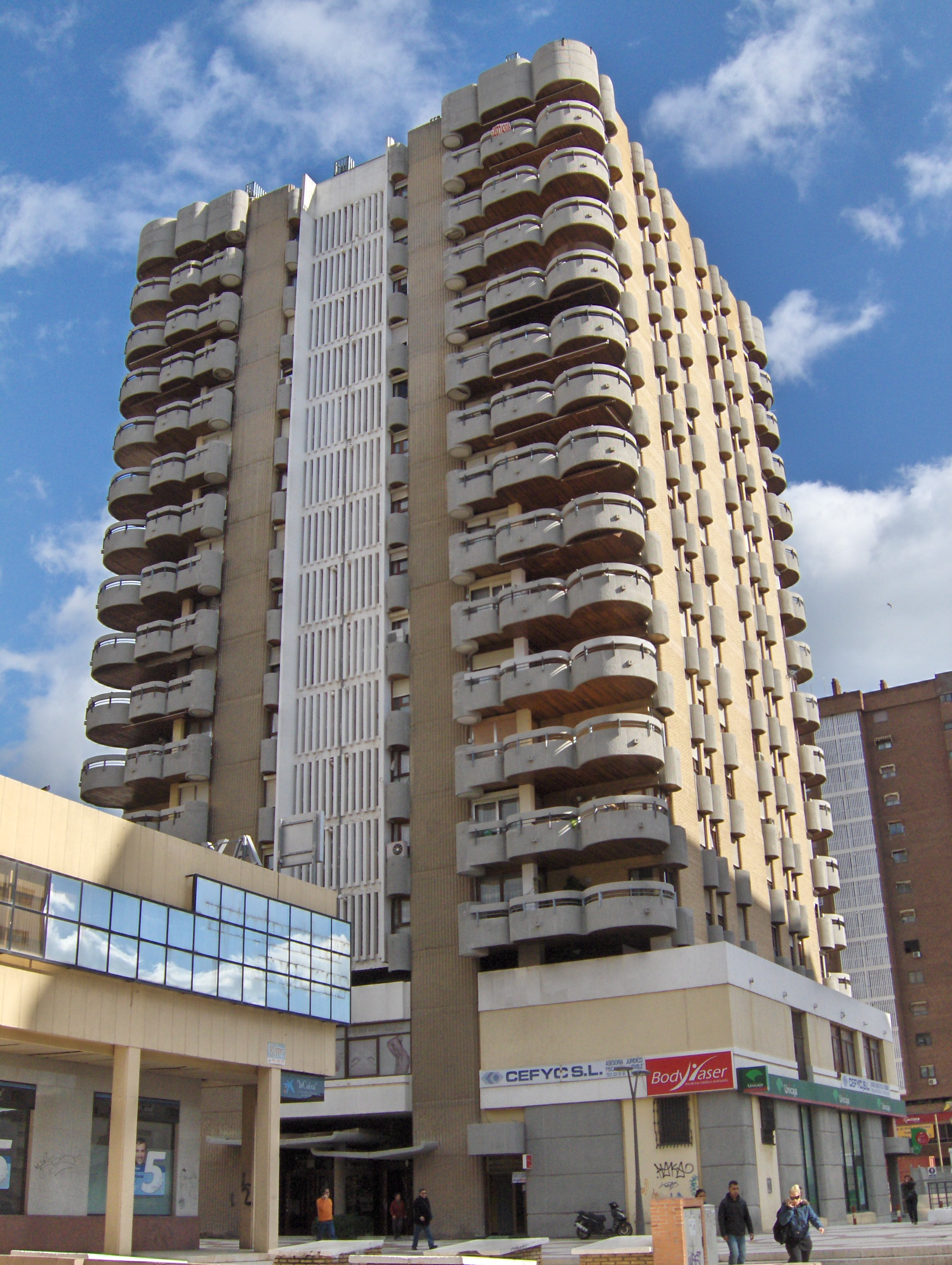
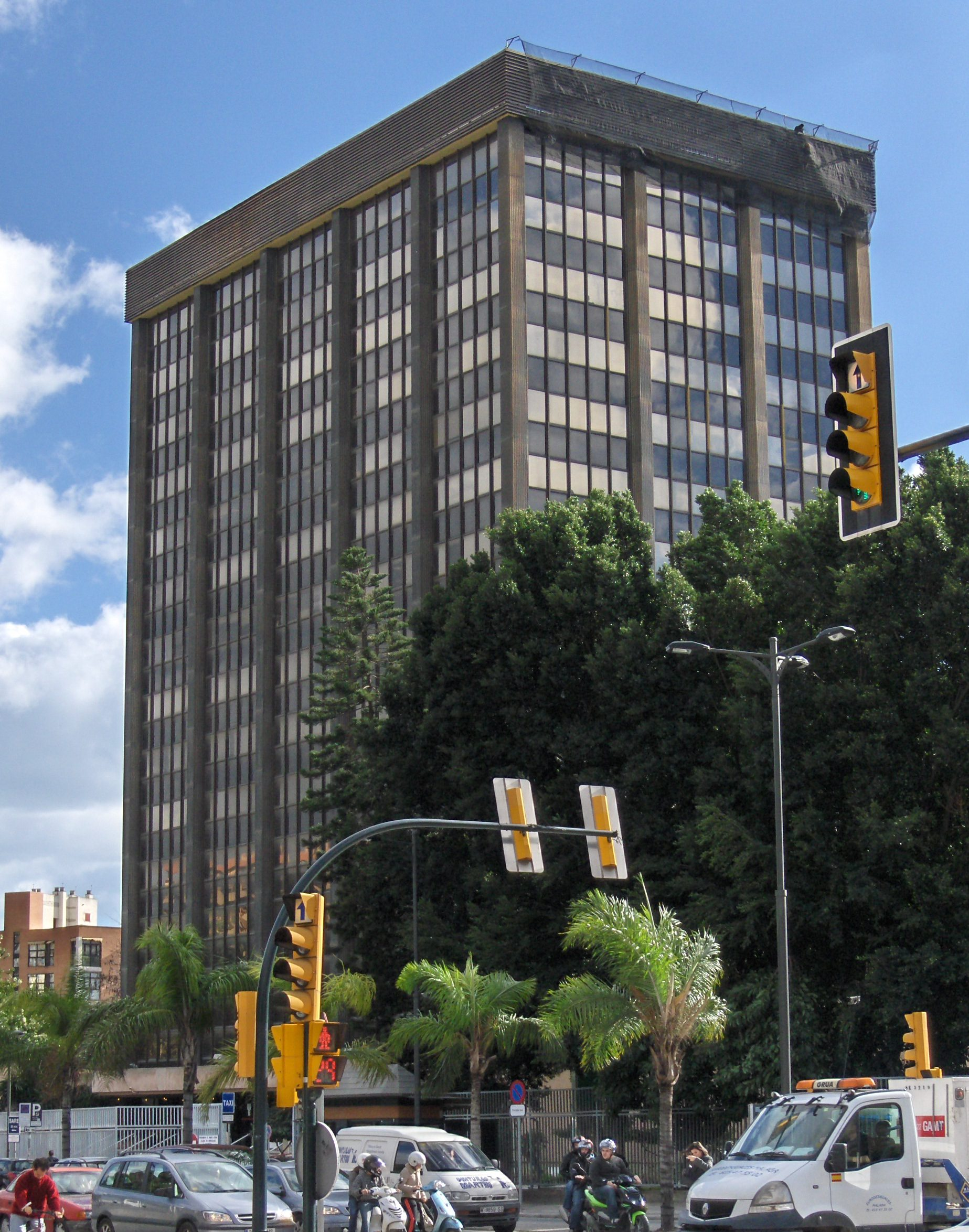

## Callejero
A diferencia de otros barrios y barriadas de Málaga, el callejero de Polígono Alameda no sigue ninguna temática, sus principales vías, son la avenida de Andalucía, la avenida de la Aurora y la calle Hilera. Las tres soportan un gran volumen de tráfico, en especial la avenida de Andalucía, que sirve como distribuidor del tráfico de todo el centro de Málaga hacia las rondas de circunvalación de la ciudad y la A-357. Las calles, avenidas y demás vías urbanas del barrio son:  
- Glorieta Albert Camus
- Calle Alcalde Tomás Domínguez
- Avenida de las Américas
- Avenida de Andalucía
- Calle Armengual de la Mota
- Avenida de la Aurora
- Calle Babel
- Calle Compositor Lehmberg Ruiz
- Calle Decano Felix Navarrete
- Calle Diego Vázquez Otero
- Calle Edom
- Calle Encio
- Calle Esperanto
- Pasaje Esperanto
- Pasaje Joaquin Alfonsetti
- Calle Joaquín Verdugo Landi
- Calle Hilera
- Calle Huéscar
- Pasaje Luis de Trelles y Noguerol
- Calle Manuel España Lobo
- Calle Merlo
- Calle Neftalí
- Avenida Obispo Ángel Herrera Oria
- Calle Palestina
- Calle Pedro Gómez Chaix
- Plaza del Poeta Manuel Alcántara
- Calle Salta
- Calle Santa Elena
- Calle Santa Teresa
- Calle del Voluntariado Malagueño
- Calle Walt Whitman

## Lugares de interés

### Jardines de Picasso

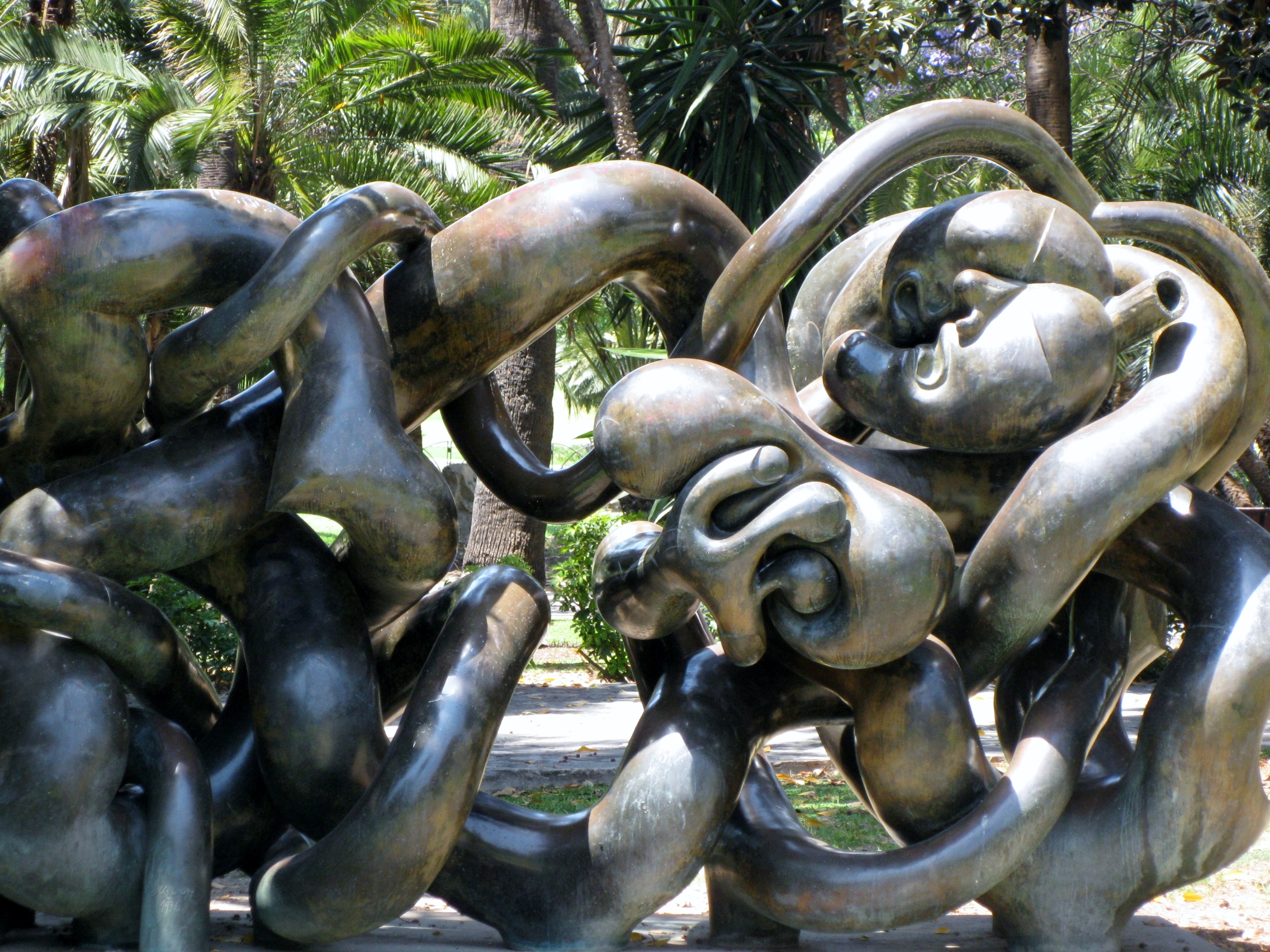
Siéxtasis, obra de 1977 de Miguel Ortiz de Berrocal en los Jardines de Picasso.

Los Jardines de Picasso, también conocidos como Parque de la Aurora, son un espacio de unos 16.000 m² situados en el lado sur de la Avenida de Andalucía, en unos terrenos donde antaño se ubicaba la fábrica de La Aurora. Los jardines contienen varios ejemplares de ficus que se encuentran entre los mayores de Europa, entre ellos Ficus altissima, Ficus macrophylla y Ficus retusa, caracterizdos por sus grandes hojas de nervios amarillos e higos de naranjas, además de por sus enormes raíces sobresalientes. También pueden encontrarse dragos, araucarias, ébano carbonero, jacaranda, yuca, palmera reina, palmito, palmera datilífera, guachintonia, así como otras especies.
Fueron inaugurados en el año 1981, con motivo de la celebración del centenario del nacimiento del pintor malagueño, Pablo Picasso. Los jardines presentan una disposición simétrica en forma de petálos de flor. Uno de los monumentos destacados de los jardines es la escultura de Miguel Ortiz Berrocal dedicada a Pablo Picasso con el nombre de "Siéxtasis", así como también un ficus gigante que es conocido como la Higuera de Bahía Moretón.

### Edificio Gaudí
El Edificio Gaudí es uno de los edificios más reconocibles de todo el barrio. Su principal característica el de sus formas curiosas. Su basamento es de planta rectangular, la entreplanta se ilumina gracias a una serie de ventanas dispuestas a lo largo de una banda horizontal. La torre de viviendas que descansa sobre este posee planta mixtilínea. 

### Edificio Negro
El Edificio Negro, oficialmente Edificio de Servicios Múltiples y la Delegación de Hacienda es uno de los más famosos de toda Málaga. Su apodo, se debía a su color principal que en la actualidad es blanco.

### Fuente de las Tres Gitanillas
La Fuente de las Tres Gitanillas es una fuente de estilo regionalista situada en el lugar central de la plaza del Poeta Manuel Alcántara. Fue hallada en piedra procedente de El Torcal de Antequera, fue diseñada por Morilla y Ortega en 1959 y tallada por Adrián Risueño Gallardo en 1960. Imita la estructura de la Fuente de las Tres Gracias. 

## Edificios más altos
Lista de los edificios más altos de Polígono Alameda:
| # | Edificio         | Edificio | Altura | Año  |
| - | ---------------- | -------- | ------ | ---- |
| 1 | Torre Alameda    |          | 52 m   | 1976 |
| 2 | Edificio Unicaja |          | 51 m   | 1982 |
| 3 | Edificio Negro   |          | 50 m   | 1977 |
| 4 | Edificio Gaudí   |          | 48 m   | 1977 |
| 5 | Edificio Loreto  |          | 48 m   | 1981 |

## Infraestructura

### Centros educativos
Enseñanza primaria: 
- CEPR "Pablo Ruiz Picasso"
- CEPR "San José de Calasanz"

Enseñanza secundaria:
Ningún centro educativo de enseñanza secundaria se encuentra situado en los límites del barrio, los más cercanos son:
- IES "Manuel Alcántara"
- IES "Christine Picasso"

### Centros de salud
Públicos:
- Centro de Salud "Carranque"

Privados:
- Centro Médico San Juan de la Cruz
- Centro Médico MAPFRE Salud

## Transporte

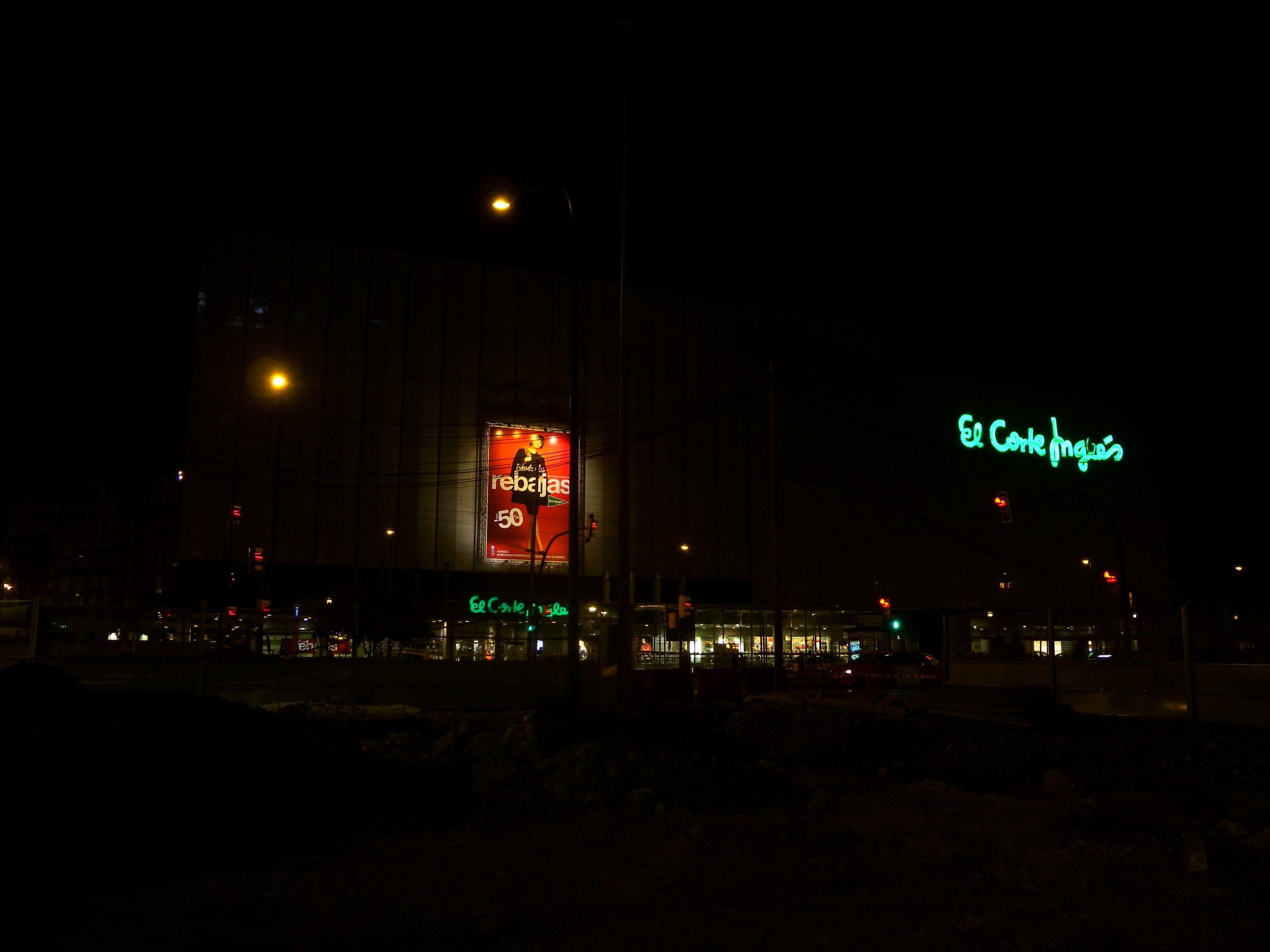
El Corte Inglés de Polígono Alameda de noche.

La centralidad del barrio, situado en pleno corazón de Málaga, entre el centro y las comunicaciones con todos los barrios del oeste de la ciudad, hace que las cuatro redes de transporte público de Málaga (metro, cercanías y autobuses urbanos e interurbanos) realizan paradas en el distrito o en lugares muy próximos.

### Autobuses urbanos
En autobús queda conectado mediante las siguientes líneas de la EMT:
| Línea | Trayecto                                             | Recorrido | Frecuencia                              |
| ----- | ---------------------------------------------------- | --------- | --------------------------------------- |
| C1    | Circular 1                                           | Recorrido | 12 minutos                              |
| C2    | Circular 2                                           | Recorrido | 11-12 minutos                           |
| 1     | Parque del Sur - Avda. Europa (San Andrés)           | Recorrido | 8-9 minutos                             |
| 2     | Alameda Principal - Ciudad Jardín (San José)         | Recorrido | 10-11 minutos                           |
| 3     | Puerta Blanca - El Palo (C. Olías)                   | Recorrido | 8 minutos                               |
| 4     | Paseo del Parque - Cortijo Alto (Ciudad de Justicia) | Recorrido | 11-12 minutos                           |
| 6     | Alameda Principal - La Milagrosa                     | Recorrido | 50 minutos                              |
| 7     | Alameda Principal - Miraflores de los Ángeles        | Recorrido | 10-11 minutos                           |
| 8     | Alameda Principal - Hospital Clínico                 | Recorrido | 13 minutos                              |
| 10    | Alameda Principal - Churriana                        | Recorrido | 25-30 minutos                           |
| 14    | Paseo de la Farola - Teatinos                        | Recorrido | 11 minutos                              |
| 16    | Paseo del Parque - La Térmica                        | Recorrido | 12-13 minutos                           |
| 17    | Alameda Principal - La Palma                         | Recorrido | 10 minutos                              |
| A     | Paseo del Parque - Aeropuerto                        | Recorrido | 30-35 minutos                           |
| 20    | Alameda Principal - Universidad                      | Recorrido | 10 minutos (15-17 en época no lectiva)  |
| 21    | Paseo del Parque - Puerto de la Torre                | Recorrido | 12 minutos                              |
| 23    | Paseo del Parque - Parque Cementerio                 | Recorrido | 25-30 minutos                           |
| 25    | Paseo del Parque - Santa Rosalía (Campanillas)       | Recorrido | 13-17 minutos                           |
| 26    | Alameda Principal - Alegría de la Huerta             | Recorrido | 15 minutos                              |
| 30    | Alameda Principal - Mangas Verdes                    | Recorrido | 45-50 minutos                           |
| 31    | Paseo del Parque - Palacio de Deportes               | Recorrido | 18-25 minutos                           |
| 38    | Alameda Principal - Granja Suárez                    | Recorrido | 20-25 minutos                           |
| 61    | Alameda Principal - Jardín Botánico La Concepción    | Recorrido | 60 minutos (Fines de semana y festivos) |
| N1    | Puerta Blanca - El Palo                              | Recorrido | 25 minutos                              |
| N2    | Plaza de la Marina - Circular                        | Recorrido | 50-55 minutos                           |
| N4    | Alameda Principal - Puerto de la Torre               | Recorrido | 23.30, 1.00 (Alameda) 0.15 (Pto. Torre) |

### Autobuses interurbanos
En autobús interurbano queda conectado mediante las siguientes líneas del Consorcio de Transporte Metropolitano del Área de Málaga:
| Línea | Trayecto             | Recorrido y Horarios | Plano |
| ----- | -------------------- | -------------------- | ----- |
| M-130 | Málaga-Santa Rosalía | Recorrido y Horarios | Plano |
| M-134 | Málaga-El Sexmo      | Recorrido y Horarios | Plano |
| M-150 | Málaga-Los Núñez     | Recorrido y Horarios | Plano |

### Metro
En metro de Málaga queda conectado al resto de la red mediante la estación de Guadalmedina, la cual cuenta con una boca de acceso en el barrio y que da servicio a las líneas:
| Línea | Cabeceras               | Cabeceras      | Plano |
| ----- | ----------------------- | -------------- | ----- |
|       | Andalucía Tech          | Atarazanas     | Plano |
|       | Palacio de los Deportes | Hospital Civil | Plano |

### Cercanías

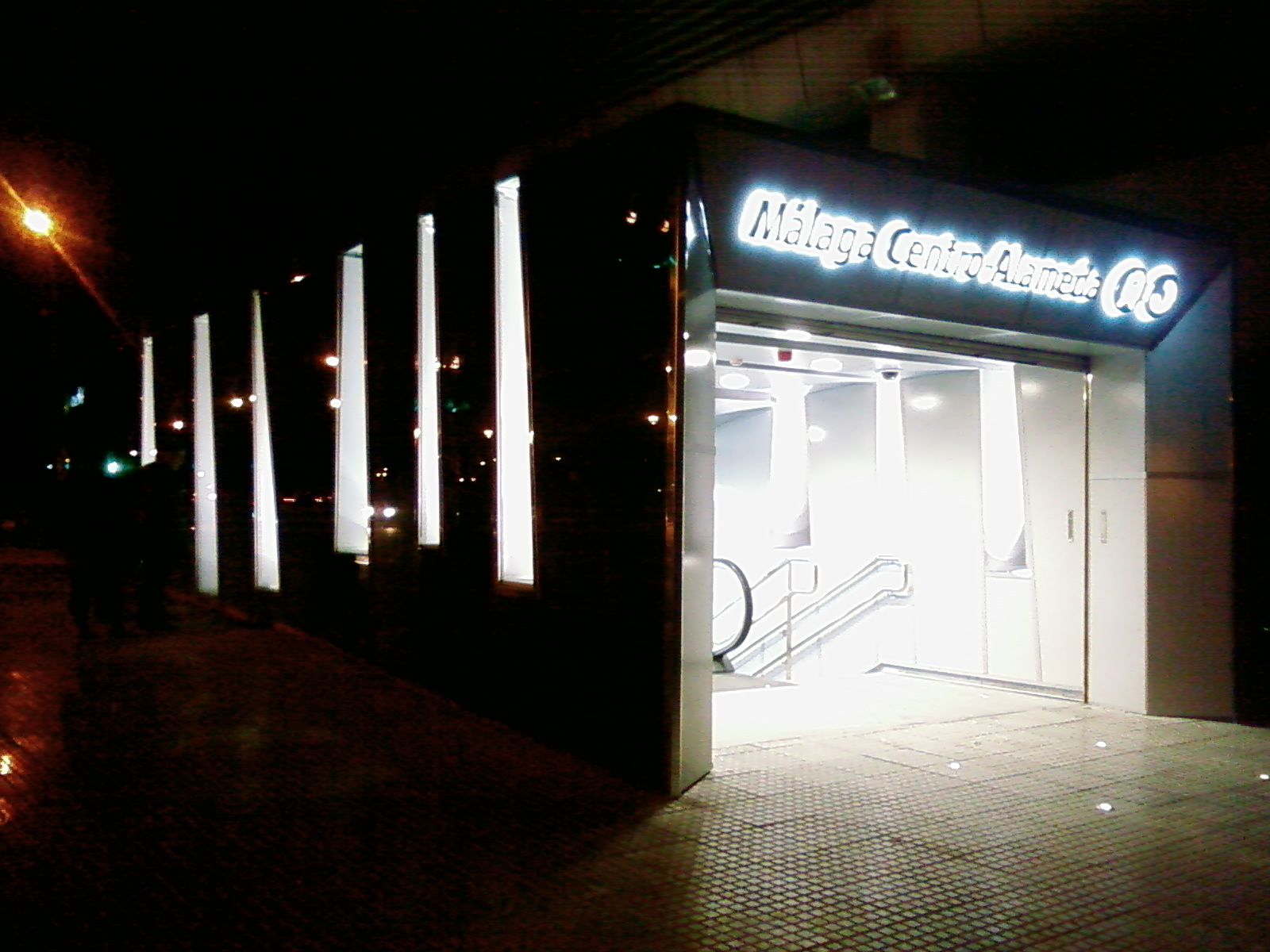
La Estación de Málaga Centro-Alameda.

Mediante Cercanías Málaga, se encuentra conectado por la estación de Málaga Centro-Alameda, situado a escasos metros de los límites administrativos del barrio:
| Línea | Cabeceras  | Cabeceras             | Plano |
| ----- | ---------- | --------------------- | ----- |
|       | Fuengirola | Málaga Centro-Alameda | Plano |
|       | Álora      | Málaga Centro-Alameda | Plano |

## Galería

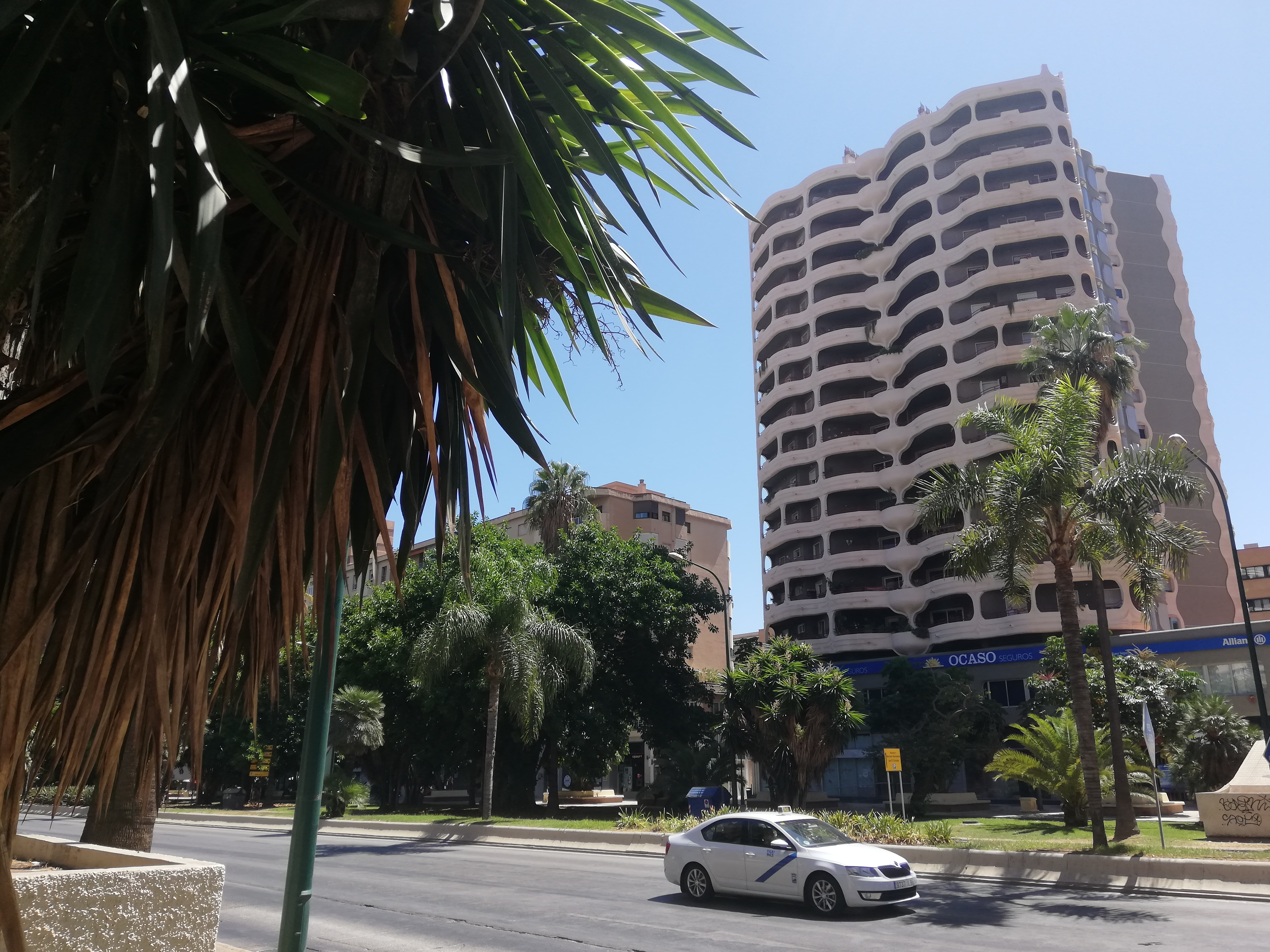
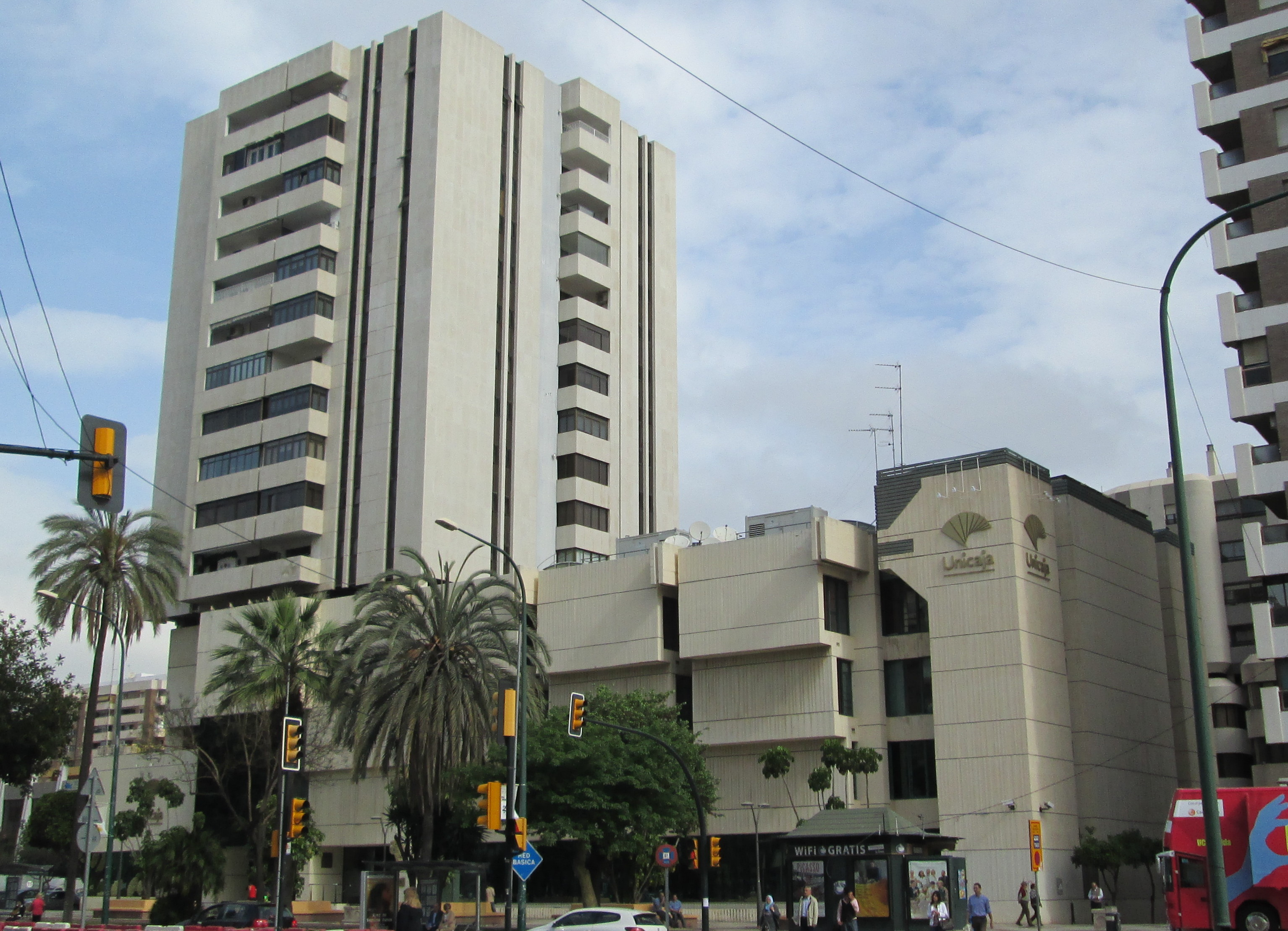
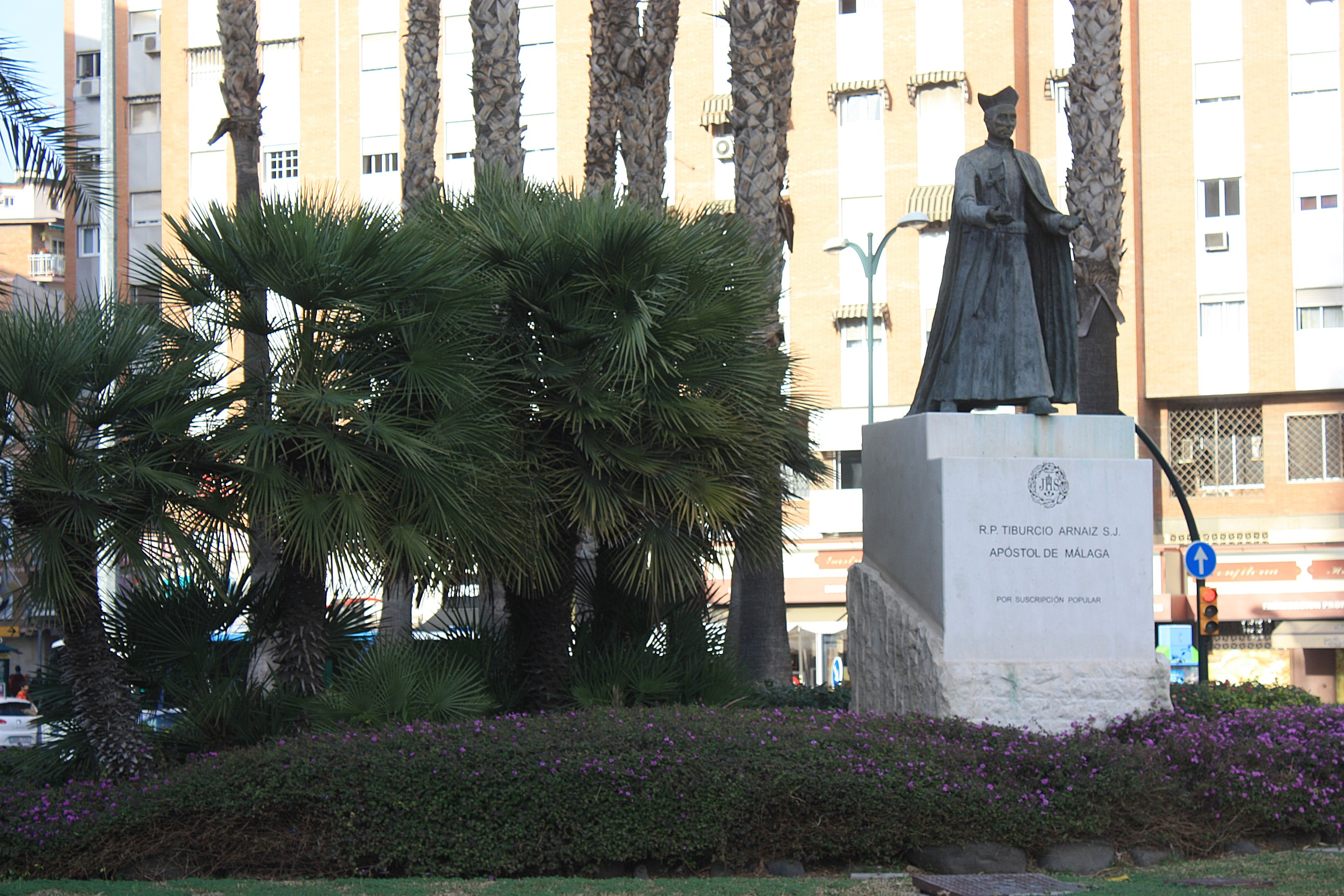
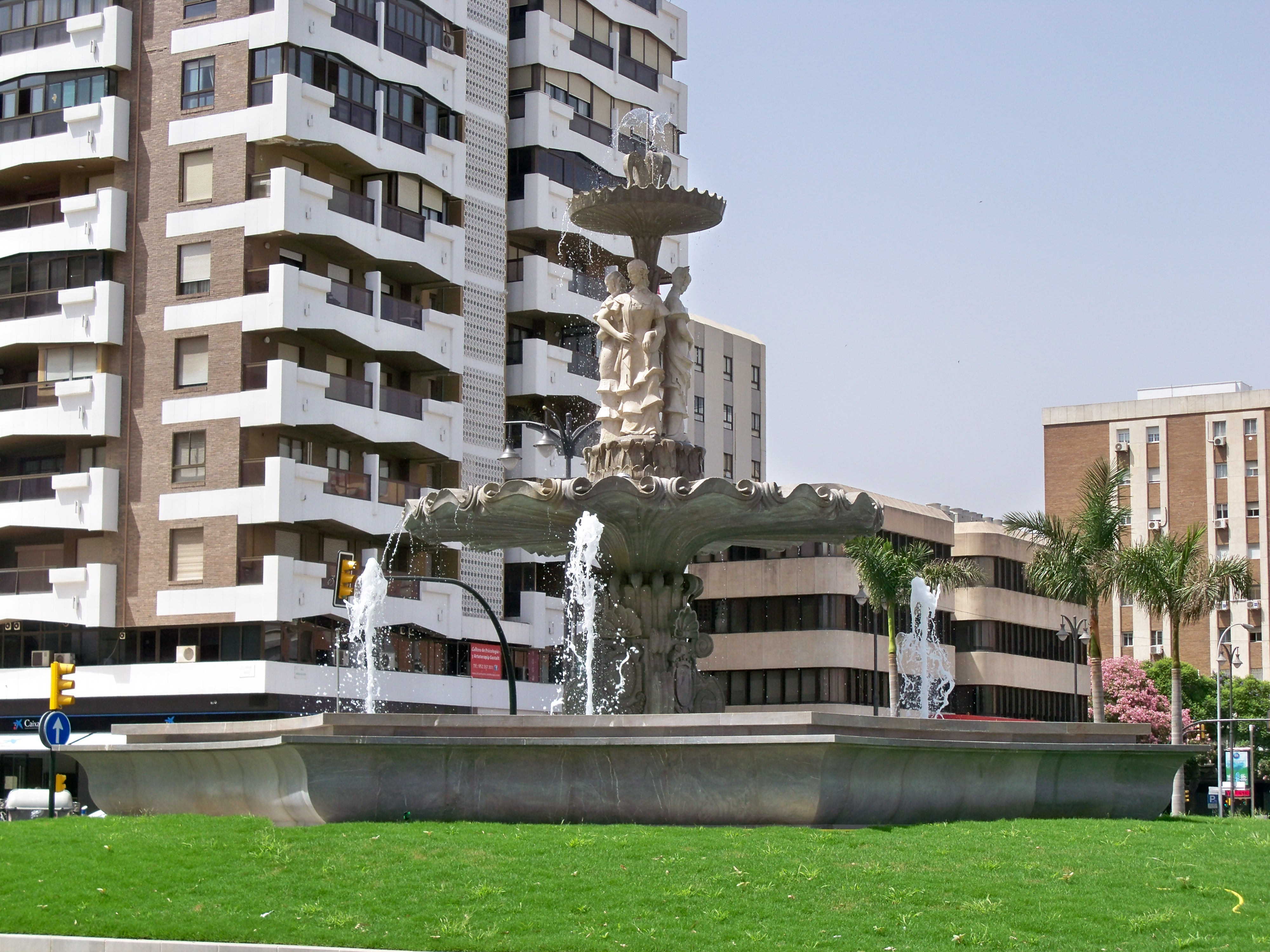